# Coniques focales

Coniques focales - cas d'une ellipse et une hyperbole
A,C : sommets de l'ellipse et foyers de l'hyperbole
E,F : foyers de l'ellipse et sommets de l'hyperbole.

Coniques focales - cas de deux paraboles
A : sommet de la parabole rouge et foyer de la parabole bleue
F : foyer de la parabole rouge et sommet de la parabole bleue.

En géométrie, deux coniques Γ et Γ’ sont dites focales si elles sont situées dans des plans perpendiculaires et si les sommets de l’une sont les foyers de l’autre,
Les coniques focales forment des  paires de courbes constituées, :
- soit d'une ellipse et d'une hyperbole, où l'hyperbole est dans un plan orthogonal au plan contenant l'ellipse. Les sommets de l'hyperbole sont les foyers de l'ellipse et ses foyers sont les sommets de l'ellipse (voir schéma) ;
- soit de deux paraboles, qui sont incluses dans deux plans orthogonaux et telles que le sommet d'une parabole est le foyer de l'autre et vice versa.

Les coniques focales jouent un rôle essentiel dans la résolution du problème suivant : « Quels sont les cônes circulaires droits contenant une ellipse ou une hyperbole ou une parabole donnée (voir ci-dessous) ».
Les coniques focales sont utilisées comme directrices pour générer des cyclides de Dupin de deux manières,.
Les coniques focales peuvent être vues comme des surfaces focales dégénérées : les cyclides de Dupin sont les seules surfaces où les surfaces focales dégénèrent en une paire de courbes, à savoir les coniques focales.
En chimie physique, les coniques focales sont utilisées pour décrire les propriétés géométriques des cristaux liquides.
Il ne faut pas confondre les coniques focales avec les coniques homofocales (en) qui, elles, ont mêmes foyers.

## Équations et représentations paramétriques

### Ellipse et hyperbole
Équations
Si l'on définit l'ellipse dans le plan (xOy) par son équation canonique:
{\displaystyle {\frac {x^{2}}{a^{2}}}+{\frac {y^{2}}{b^{2}}}=1\;,}
alors l'hyperbole focale correspondante dans le plan (xOz) a pour équation
{\displaystyle {\frac {x^{2}}{c^{2}}}-{\frac {z^{2}}{b^{2}}}=1\;,}
où {\displaystyle c} est l' excentricité de l'ellipse avec {\displaystyle \;c^{2}=a^{2}-b^{2}\;.}
Représentations paramétriques
ellipse: {\displaystyle \quad {\vec {u}}(\varphi )=(a\cos \varphi ,b\sin \varphi ,0)^{T}\ } et
hyperbole: {\displaystyle \ {\vec {v}}(\psi )=(c\cosh \psi ,0,b\sinh \psi )^{T}\ .}

### Deux paraboles

Cône circulaire droit (vert) passant par une ellipse (bleue)

Deux paraboles dans les plans (xOy) et (xOz) :
1. parabole : {\displaystyle \ y^{2}=p^{2}-2px\ } et
2. parabole : {\displaystyle \ z^{2}=2px\ .}
avec {\displaystyle p} le semi-latus rectum des deux paraboles.

## Cônes circulaires droits passant par une ellipse
- Les sommets des cônes circulaires droits passant par une ellipse donnée reposent sur l'hyperbole focale associée à l'ellipse.

Démonstration

Cônes circulaires droits passant par une ellipse

Données : L'ellipse avec pour sommets {\displaystyle A,B} et foyers {\displaystyle E,F} et un cône circulaire droit avec un sommet {\displaystyle S} contenant l'ellipse (voir schéma).
En raison de la symétrie, l'axe du cône doit être contenu dans le plan passant par les foyers et orthogonal au plan de l'ellipse. Il existe une sphère de Dandelin {\displaystyle k}, qui touche le plan de l'ellipse au foyer {\displaystyle F} et le cône à un cercle. D'après le diagramme et le fait que toutes les distances tangentielles d'un point à une sphère sont égales, on obtient :
{\displaystyle |AS|=|AA_{1}|+|A_{1}S|=|AF|+|B_{1}S|}
{\displaystyle |BS|=|BB_{1}|+|B_{1}S|=|BF|+|B_{1}S|}
{\displaystyle |AS|-|BS|=|AF|-|BF|=|EF|=} const.
et l'ensemble de tous les sommets possibles se trouve sur l'hyperbole de sommets {\displaystyle E,F} et de foyers {\displaystyle A,B}.

## Anecdote
Dans le téléfilm Le Voyageur imprudent, Pierre (Thierry Lhermitte) est professeur de mathématiques. Dans un de ses cours dans un collège, il donne une définition verbale des coniques focales dans le cas de l'hyperbole et de l'ellipse :

« Je vous rappelle que l'ellipse et l'hyperbole sont dites focales l'une de l'autre si elles ont 1) un axe focal commun ; 2) des plans perpendiculaires et que les sommets de l'une sont les foyers de l'autre. »

## Cristaux liquides
L’observation des cristaux liquides montre des formes de coniques focales : Comme le nombre de couches n'a pas changé et le système tend à minimiser son énergie, la droite de révolution des cylindres et celle des tores ne peuvent qu'être des coniques telles que le sommet de la deuxième passe par le foyer de la première. Pour cela elles sont appelées « coniques focales » et sont à l'origine des textures « en éventail » des mésophases smectiques tel qu'illustré ci-contre.[pas clair]